# Pradelles (Górna Loara)
Pradelles – miejscowość i gmina we Francji, w regionie Owernia-Rodan-Alpy, w departamencie Górna Loara.
Według danych na rok 1990 gminę zamieszkiwały 584 osoby, a gęstość zaludnienia wynosiła 33 osoby/km² (wśród 1310 gmin Owernii Pradelles plasuje się na 361. miejscu pod względem liczby ludności, natomiast pod względem powierzchni na miejscu 534.).